# Dobrzyń nad Wisłą (gemeente)
De gemeente Dobrzyń nad Wisłą is een stad- en landgemeente in het Poolse woiwodschap Koejavië-Pommeren, in powiat Lipnowski.
De zetel van de gemeente is in miasto Dobrzyń nad Wisłą.
Op 30 juni 2004 telde de gemeente 7999 inwoners.

## Oppervlakte gegevens
In 2002 bedroeg de totale oppervlakte van gemeente Dobrzyń nad Wisłą 115,44 km², waarvan:
- agrarisch gebied: 83%
- bossen: 3%

De gemeente beslaat 11,37% van de totale oppervlakte van de powiat.

## Demografie
Stand op 30 juni 2004:
| Omschrijving                   | Totaal | Totaal | Vrouwen | Vrouwen | Mannen | Mannen |
| ------------------------------ | ------ | ------ | ------- | ------- | ------ | ------ |
| eenheid                        | aantal | %      | aantal  | %       | aantal | %      |
| inwoners                       | 7999   | 100    | 4008    | 50,1    | 3991   | 49,9   |
| bevolkingsdichtheid (inw./km²) | 69,3   | 69,3   | 34,7    | 34,7    | 34,6   | 34,6   |

In 2002 bedroeg het gemiddelde inkomen per inwoner 1606,82 zł.

## Administratieve plaatsen (sołectwo)
Bachorzewo, Chalin, Chalin-Kolonia, Dyblin, Glewo, Główczyn, Grochowalsk, Kamienica, Kisielewo, Kochoń, Krępa, Krojczyn, Lenie Wielkie, Michałkowo, Mokowo, Mokówko, Płomiany, Ruszkowo, Strachoń, Stróżewo, Szpiegowo, Tulibowo, Wierznica, Zbyszewo.

## Aangrenzende gemeenten
Brudzeń Duży, Fabianki, Tłuchowo, Wielgie, Włocławek
- Virtual International Authority File: 7808150869812522190002